# Владимир Танинчев
Владимир Христов Танинчев е български офицер, генерал-майор, участник в Балканската (1912 – 1913), Междусъюзническата война (1913) и Първата световна война (1915 – 1918) и Инспектор на артилерията (1933).

## Биография
Владимир Танинчев е роден на 16 март 1882 г. в София. През 1903 г. завършва Военното на Негово Княжеско Височество училище и е произведен в чин подпоручик. Служи в 3-ти артилерийски полк. През 1908 г. като поручик от 3-ти артилерийски полк и командирован за обучение в Артилерийска и инженерна апликационна академия в Торино, Италия, която завършва през 1911 г. Там завършва и школата за механици и водачи на автомобили. Междувременно през 1910 е произведен в чин капитан. Служи в софийския арсенал.
Взема участие в Балканската (1912 – 1913) и Междусъюзническата война (1913).
По време на Първата световна война (1915 – 1918) Владимир Танинчев завежда стрелбата в Главна армейска артилерийска работилница. На 5 декември 1916 е произведен в чин майор, а след края на войната на 1 април 1919 г. е в чин подполковник. Съгласно заповед № 355 от 1921 г. „за отличия и заслуги през втория период на войната“ е награден с Народен орден „За военна заслуга“ IV степен на военна лента.
На 6 май 1924 г. е произведен в чин полковник, а през 1928 г. съгласно заповед № 142а по Министерството на войната е назначен за завеждащ въоръжението в артилерийската инспекция. През 1929 г. съгласно заповед № 65 по Министерството на войната е командирован за началник на Държавната военна фабрика, а със заповед № 173 от същата година е назначен за началник (27 август 1929 – 1 юни 1933). На 31 октомври 1930 в чин генерал-майор, а от 1933 г. съгласно заповед № 90 по Министерството на войната заема най-висшата артилерийска длъжност – Инспектор на артилерията.
След преврата от 9 септември 1944 г. започват репресиите срещу ген. Танинчев и неговото семейство. Той е уволнен от армията през 1947 г., а в периода 1947 – 1951 г. имуществото му в Самоков, София и Варна е отнето под претекст, че е незаконно забогатял. Генерал-майор Владимир Танинчев е женен и има 3 деца. Синът му Христо също е офицер – поручик (1945) и е участник във Втората световна война (1941 – 1945).

## Военни звания
- Подпоручик (1903)
- Поручик (1906)
- Капитан (1910)
- Майор (5 декември 1916)
- Подполковник (1 април 1919)
- Полковник (6 май 1924)
- Генерал-майор (31 октомври 1930)

## Образование
- Военно на Негово Княжеско Височество училище (до 1903)
- Артилерийска и инженерна апликационна академия в Торино, Италия (1908 – 1911)

## Награди
- Народен орден „За военна заслуга“ IV степен на военна лента (1921)